# New Xade
New Xade – wieś w Botswanie w dystrykcie Ghanzi. Według spisu ludności z 2011 roku wieś liczyła 1269 mieszkańców.